# جراحی قفسه سینه

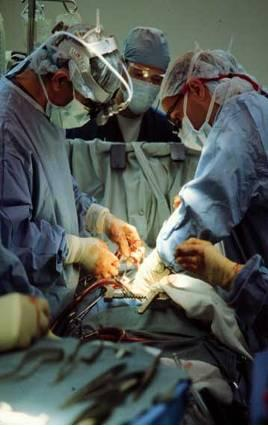
جراحان سینه در حال انجام جراحی.

جراحی سینه یا جراحی توراکس (انگلیسی: Thoracic surgery) شاخه‌ای در جراحی است که به درمان بیماری‌های اندام‌های درون قفسه سینه همچون شش‌ها، مری و تیموس توسط جراحی می‌پردازد.
جراحی سینه و جراحی قلب دو رشتهٔ جدا در علم پزشکی هستند اما در برخی از کشورها همچون ایالات متحده، بریتانیا، استرالیا و نیوزیلند این دو رشته با هم تحت عنوان جراحی قلب و سینه (Cardiothoracic surgery) ادغام شده‌اند. جراحی که در این رشته تحصیل کرده باشد توانایی جراحی بر قلب و شش‌ها را دارد. در ایران و سایر کشورها جراح قلب به جراحی قلب و عروق بزرگ می‌پردازد، در حالی که جراح توراکس سایر اجزای قفسه سینه را جراحی می‌کند.